# 1767
Il 1767 (MDCCLXVII in numeri romani) è un anno  del XVIII secolo.

## Eventi
- 27 febbraio – Prammatica sanzione di Carlo III di Spagna con la quale vengono espulsi i Gesuiti da tutti i dominii della Monarchia spagnola.
- 7 aprile – I birmani della Dinastia Konbaung espugnano e radono al suolo Ayutthaya dopo diversi mesi di assedio, ponendo fine al Regno di Ayutthaya, nell'odierna Thailandia, che da oltre 4 secoli dominava l'Indocina centrale.[1]
- 15 giugno – Secondo la fantasia di Italo Calvino, Cosimo Piovasco di Rondò, protagonista del romanzo Il barone rampante, comincia la sua vita sugli alberi, a seguito di un'ennesima lite in famiglia.

## Nati

### Gennaio
- 1º gennaio - Maria Edgeworth, scrittrice britannica († 1849)
- 3 gennaio - Vincenzo Lancetti, scrittore italiano († 1851)
- 5 gennaio - Anne-Louis Girodet de Roussy-Trioson, pittore francese († 1824)
- 5 gennaio - Jean-Baptiste Say, economista francese († 1832)
- 6 gennaio - Pierre André Grobon, generale francese († 1815)
- 6 gennaio - Éléonore Jean Nicolas Soleil, militare francese († 1824)
- 7 gennaio - Jean-Pierre Travot, generale francese († 1836)
- 10 gennaio - Johann Ludwig Alexander von Laudon, generale russo († 1822)
- 12 gennaio - Pierre Daru, politico, militare e scrittore francese († 1829)
- 14 gennaio - Maria Teresa Giuseppa d'Asburgo-Lorena, nobildonna († 1827)
- 16 gennaio - Anders Gustaf Ekeberg, chimico svedese († 1813)
- 21 gennaio - François-Léonor de Tournély, presbitero francese († 1797)
- 23 gennaio - Jean-Lambert Tallien, politico, rivoluzionario e militare francese († 1820)
- 24 gennaio - Anthony Christiaan Winand Staring, poeta olandese († 1840)
- 28 gennaio - Giulio Ferrario, presbitero, storico e scrittore italiano († 1847)
- 30 gennaio - Ulrich Jasper Seetzen, esploratore tedesco († 1811)
- 31 gennaio - Francesco Basili, compositore italiano († 1850)
- 31 gennaio - Jean-Joseph Delplancq, vescovo cattolico belga († 1834)

### Febbraio
- 2 febbraio - Johann Heinrich Friedrich Link, biologo, botanico e naturalista tedesco († 1851)
- 4 febbraio - Pierre Trénitz, danzatore e coreografo francese († 1825)
- 7 febbraio - Antonio Bolognini Amorini, scrittore e storico italiano († 1845)
- 10 febbraio - Amalie Beer, tedesca († 1854)
- 13 febbraio - Pierre-Marie-Auguste Picot de Peccaduc, nobile e militare francese († 1834)
- 17 febbraio - Antonio Busca, militare italiano († 1834)
- 17 febbraio - Friedrich Gottlieb Süskind, teologo tedesco († 1829)
- 24 febbraio - Buddha Loetla Nabhalai, siamese († 1824)
- 24 febbraio - José Matías Delgado, politico e presbitero salvadoregno († 1832)
- 24 febbraio - José Matías Quintana, scrittore e politico messicano († 1841)
- 27 febbraio - Jacques-Charles Dupont de l'Eure, politico francese († 1855)

### Marzo
- 2 marzo - Giacomo Mazzini, medico e politico italiano († 1848)
- 2 marzo - Tommaso Ronna, vescovo cattolico italiano († 1828)
- 3 marzo - Matthew Talbot, politico statunitense († 1827)
- 4 marzo - Francisco Javier de Elío, generale spagnolo († 1822)
- 6 marzo - Charles Jean Marie Barbaroux, politico e rivoluzionario francese († 1794)
- 8 marzo - Giuseppe Maria Velzi, cardinale e vescovo cattolico italiano († 1836)
- 11 marzo - Enrichetta Carlotta di Württemberg, principessa († 1817)
- 15 marzo - Andrew Jackson, politico statunitense († 1845)
- 17 marzo - Luigi Capotorti, compositore e violinista italiano († 1842)
- 20 marzo - Jean-Victor Bertin, pittore francese († 1842)
- 22 marzo - Robert Grosvenor, I marchese di Westminster, nobile e politico inglese († 1845)
- 23 marzo - Alexandre Courson de la Villevalio, generale e nobile francese († 1847)
- 25 marzo - Gioacchino Murat, generale francese († 1815)
- 27 marzo - Charles Didelot, ballerino e coreografo francese († 1837)
- 28 marzo - Motoki Shōzaemon, linguista e traduttore giapponese († 1822)

### Aprile
- 1º aprile - Ali Bey al-Abbasi, esploratore spagnolo († 1818)
- 1º aprile - William Eliot, II conte di St. Germans, diplomatico e politico inglese († 1845)
- 1º aprile - Antoine Le Picard de Phélippeaux, nobile e militare francese († 1799)
- 2 aprile - Francesco Ferrara, presbitero e scienziato italiano († 1850)
- 4 aprile - Constance-Marie Charpentier, pittrice francese († 1849)
- 6 aprile - Alexandre Duval, drammaturgo francese († 1842)
- 7 aprile - Giovanni Francesco Falzacappa, cardinale e arcivescovo cattolico italiano († 1840)
- 9 aprile - Salvatore Ferro Berardi, vescovo cattolico italiano († 1819)
- 10 aprile - William Alexander, pittore e illustratore inglese († 1816)
- 11 aprile - Gaspare Capone, giurista italiano († 1849)
- 11 aprile - Jean-Baptiste Isabey, incisore e pittore francese († 1855)
- 14 aprile - Pierre Bernand Barrau, economista francese († 1843)
- 18 aprile - Franz Joseph von Dietrichstein, generale austriaco († 1854)
- 19 aprile - Adrian Hardy Haworth, entomologo e botanico inglese († 1833)
- 21 aprile - Étienne-Denis Pasquier, politico francese († 1862)
- 21 aprile - Elisabetta Guglielmina di Württemberg, nobile († 1790)
- 24 aprile - Jacques-Laurent Agasse, pittore svizzero († 1849)
- 25 aprile - Nicolas Charles Oudinot, generale francese († 1847)
- 27 aprile - Andreas Jakob Romberg, violinista e compositore tedesco († 1821)
- 29 aprile - Luigi I Boncompagni Ludovisi, italiano († 1841)
- 29 aprile - Carl Philipp von Wrede, generale tedesco († 1838)
- 29 aprile - Jean-François Cordellier, generale francese († 1845)

### Maggio
- 2 maggio - Jean Antoine Verdier, generale francese († 1839)
- 5 maggio - Jacques-Antoine de Révérony Saint-Cyr, militare, scrittore e librettista francese († 1829)
- 7 maggio - Federica Carlotta Ulrica di Prussia, principessa tedesca († 1820)
- 12 maggio - Manuel Godoy, nobile e politico spagnolo († 1851)
- 13 maggio - Giovanni VI del Portogallo, re portoghese († 1826)
- 15 maggio - Gabriel Peignot, bibliografo francese († 1849)
- 18 maggio - Charles Barbier de la Serre, militare francese († 1841)
- 22 maggio - Jean-François Joseph Debelle, generale francese († 1802)
- 23 maggio - John Sebright, VII baronetto, politico inglese († 1846)
- 24 maggio - Joseph Ignaz Schnabel, compositore tedesco († 1831)
- 29 maggio - Philippe Lebon, inventore francese († 1804)
- 31 maggio - Edward Pease, imprenditore inglese († 1858)

### Giugno
- 1º giugno - Benjamin Höijer, filosofo svedese († 1812)
- 2 giugno - Gaetano Trigona e Parisi, cardinale e arcivescovo cattolico italiano († 1837)
- 12 giugno - Alessio Federico Cristiano di Anhalt-Bernburg, principe tedesco († 1834)
- 13 giugno - Josef Speckbacher, militare austriaco († 1820)
- 15 giugno - Rachel Jackson, first lady statunitense († 1828)
- 17 giugno - Peter Friedrich Röding, naturalista tedesco († 1846)
- 19 giugno - Joseph-François Michaud, storico francese († 1839)
- 22 giugno - Wilhelm von Humboldt, linguista, diplomatico e filosofo tedesco († 1835)
- 26 giugno - Kathinka Kainz, contralto, pianista e compositrice tedesca († 1836)
- 27 giugno - Alexis Bouvard, astronomo francese († 1843)
- 27 giugno - Pavel Vasil'evič Čičagov, generale e ammiraglio russo († 1849)
- 28 giugno - Giovanni Battista Gigola, pittore e miniaturista italiano († 1841)

### Luglio
- 2 luglio - Stephen Allen, politico statunitense († 1852)
- 3 luglio - Jean Joseph Dessolles, generale e politico francese († 1828)
- 4 luglio - John Adams, marinaio britannico († 1829)
- 4 luglio - Kyokutei Bakin, scrittore giapponese († 1848)
- 4 luglio - Pietro Senn, imprenditore francese († 1838)
- 11 luglio - John Quincy Adams, politico statunitense († 1848)
- 13 luglio - Pierre François Joseph Durutte, generale francese († 1827)
- 13 luglio - Friedrich Adolf Krummacher, teologo tedesco († 1845)
- 19 luglio - Gideon Granger, politico statunitense († 1822)
- 21 luglio - Philibert Fressinet, generale francese († 1821)
- 28 luglio - Domenico Bossi, pittore e miniaturista italiano († 1853)

### Agosto
- 4 agosto - Traiano Domenico Roero, nobile italiano († 1837)
- 9 agosto - Luigi Federico II di Schwarzburg-Rudolstadt, principe († 1807)
- 15 agosto - Peter Mayr, patriota († 1810)
- 15 agosto - Francesco Ottaviano Renucci, scrittore, medico e presbitero francese († 1842)
- 21 agosto - Giuseppe Venceslao del Liechtenstein, presbitero e generale austriaco († 1842)
- 22 agosto - Jean Joseph Amable Humbert, generale francese († 1823)
- 25 agosto - Louis Antoine de Saint-Just, politico, rivoluzionario e giornalista francese († 1794)
- 26 agosto - Alexandre-François de La Rochefoucauld, nobile, diplomatico e politico francese († 1841)
- 31 agosto - Henry Joy McCracken, imprenditore irlandese († 1798)
- 31 agosto - Antonio Pitaro, medico e scienziato italiano († 1832)

### Settembre
- 4 settembre - Ferenc József di Koháry, politico e nobile ungherese († 1826)
- 5 settembre - Ferdinando Ferri, politico italiano († 1857)
- 7 settembre - Carlo Ferrarini, militare e patriota italiano († 1830)
- 8 settembre - August Wilhelm von Schlegel, scrittore, traduttore e critico letterario tedesco († 1845)
- 17 settembre - Henri-Montan Berton, compositore e scrittore francese († 1844)
- 22 settembre - José Maurício Nunes Garcia, compositore e presbitero brasiliano († 1830)
- 25 settembre - John Stuart, Lord Mount Stuart, politico britannico († 1794)

### Ottobre
- 3 ottobre - Alexander Hamilton, X duca di Hamilton, nobile, politico e collezionista d'arte scozzese († 1852)
- 6 ottobre - Henri Christophe, militare e politico haitiano († 1820)
- 10 ottobre - George Grey, I baronetto di Fallodon, militare britannico († 1828)
- 14 ottobre - Nicolas-Théodore de Saussure, biologo svizzero († 1845)
- 16 ottobre - Scipione Sacchetti, IV marchese di Castelromano, nobile italiano († 1840)
- 17 ottobre - Ivan Ivanovič Barjatinskij, diplomatico russo († 1825)
- 18 ottobre - Luigi Scalabrini, vescovo cattolico italiano († 1842)
- 19 ottobre - Henri-François Riesener, pittore francese († 1828)
- 20 ottobre - Simon Canuel, generale francese († 1840)
- 21 ottobre - Edmund Boyle, VIII conte di Cork, ufficiale irlandese († 1856)
- 21 ottobre - Giovanni Jatta, magistrato e archeologo italiano († 1844)
- 21 ottobre - Giovanni Battista Zandonella dell'Aquila, teologo e storico italiano († 1836)
- 24 ottobre - Jacques Laffitte, politico e banchiere francese († 1844)
- 25 ottobre - Benjamin Constant, scrittore e politico francese († 1830)
- 25 ottobre - Carlotta di Rohan-Rochefort, francese († 1841)
- 28 ottobre - Maria Sofia Federica d'Assia-Kassel, regina († 1852)
- 31 ottobre - María Isidra de Guzmán y de la Cerda, filosofa e traduttrice spagnola († 1803)

### Novembre
- 2 novembre - Vittorio II di Anhalt-Bernburg-Schaumburg-Hoym, principe tedesco († 1812)
- 2 novembre - Edoardo Augusto di Hannover, nobile britannico († 1820)
- 4 novembre - Manuel Freire de Andrade, generale spagnolo († 1835)
- 7 novembre - Constance de Théis, poetessa francese († 1845)
- 7 novembre - Tommaso Corsini, politico italiano († 1856)
- 12 novembre - Filippo Antonio Asinari di San Marzano, generale e diplomatico italiano († 1828)
- 13 novembre - Bernhard Romberg, violoncellista e compositore tedesco († 1841)
- 15 novembre - Platon Aleksandrovič Zubov, politico russo († 1827)
- 18 novembre - Ludwig Karl Konrad Georg von Ompteda, politico tedesco († 1854)
- 20 novembre - Stefano Manca di Tiesi, nobile e generale italiano († 1838)
- 22 novembre - Andreas Hofer, condottiero e guerrigliero austriaco († 1810)
- 22 novembre - Jean Thomas Guillaume Lorge, generale francese († 1826)
- 26 novembre - Leopoldo Cicognara, nobile, storico dell'arte e bibliografo italiano († 1834)
- 29 novembre - Kenneth Howard, I conte di Effingham, nobile e militare britannico († 1845)
- 29 novembre - Pietro Vischi, italiano († 1824)
- 30 novembre - Maria Elisabetta di Thurn und Taxis, principessa tedesca († 1822)

### Dicembre
- 2 dicembre - Leopoldo I di Lippe, principe († 1802)
- 6 dicembre - Gabriel Deshayes, presbitero francese († 1841)
- 8 dicembre - Antoine Fabre d'Olivet, scrittore francese († 1825)
- 8 dicembre - Antonio Miglietta, medico e fisiologo italiano († 1826)
- 9 dicembre - Jacques-François Dujarié, abate e prete francese († 1838)
- 12 dicembre - Charles Somerset, politico, militare e nobile britannico († 1831)
- 13 dicembre - August Eberhard Müller, compositore e organista tedesco († 1817)
- 17 dicembre - Vittorio Barzoni, scrittore, giornalista e politologo italiano († 1843)
- 21 dicembre - Pietro Bagnoli, poeta e librettista italiano († 1847)
- 25 dicembre - Henry Lascelles, II conte di Harewood, nobile e politico inglese († 1841)
- 29 dicembre - Ettore Carafa, militare e patriota italiano († 1799)

### Senza giorno specificato
- Zaman Shah Durrani, afghano († 1845)
- Friedrich Ancillon, politico prussiano († 1837)
- Anuvong, sovrano laotiano († 1829)
- Carlo d'Aspre, generale austriaco († 1809)
- Nicola Basta, filologo e scrittore italiano († 1843)
- Giuseppe Benaglio, presbitero e educatore italiano († 1836)
- Secondo Berruti, medico e patriota italiano († 1797)
- Jean Blanchet, orologiaio svizzero († 1852)
- Francesco Antonio Boi, anatomista italiano († 1850)
- Frans Jacob Otto Boymans, collezionista d'arte olandese († 1847)
- Giuseppe de Thomasis, giurista, politico e patriota italiano († 1830)
- Giuseppe Gaetano Descalzi, ebanista italiano († 1855)
- Edward Dodwell, pittore e viaggiatore irlandese († 1832)
- Christoph Ludwig Eckhardt, militare austriaco († 1843)
- Falco Nero, nativo americano († 1838)
- Vincenzo Fiocchi, compositore e organista italiano († 1845)
- Frederick West, politico inglese († 1852)
- Melchiorre Gioia, economista, filosofo e politico italiano († 1829)
- Filippo Grimaldi del Poggetto, nobile italiano († 1817)
- Richard Trench, politico inglese († 1837)
- William Martin, paleontologo e naturalista inglese († 1810)
- Karol Morawski, generale lituano († 1841)
- William Ouseley, iranista e diplomatico britannico († 1842)
- John Pond, astronomo britannico († 1836)
- Bernardo Porta, compositore italiano († 1829)
- Dorothy Ripley, religiosa, missionaria e scrittrice britannica († 1831)
- Luigi Roncagli, scultore italiano
- Heinrich Adolph Schrader, botanico tedesco († 1836)
- Bashir Shihab II, libanese († 1850)
- Raiden Tameemon, lottatore di sumo giapponese († 1825)
- Dmitrij Pavlovič Tatiščev, militare, ambasciatore e politico russo († 1845)
- Cayetano Valdés y Flores, generale, ammiraglio e esploratore spagnolo († 1834)
- François-Nicolas Vincent, politico e rivoluzionario francese († 1794)

## Morti

### Gennaio
- 3 gennaio - Luca Antonio Predieri, compositore italiano (n. 1688)
- 4 gennaio - Giuseppe Simonetti, cardinale italiano (n. 1709)
- 9 gennaio - Francesca Bertolli, contralto italiana (n. 1710)
- 11 gennaio - Matteo Franzoni, doge (n. 1682)
- 16 gennaio - Jaime de Guzmán-Dávalos y Spínola, generale e politico spagnolo (n. 1690)
- 20 gennaio - Thomas Salmon, storico e geografo britannico (n. 1679)
- 20 gennaio - Étienne de Silhouette, politico e funzionario francese (n. 1709)

### Febbraio
- 1º febbraio - Gabriele Maria Di Blasi e Gambacorta, arcivescovo cattolico e teologo italiano (n. 1712)
- 1º febbraio - Sante Veronese, cardinale e vescovo cattolico italiano (n. 1684)
- 9 febbraio - Hubert Drouais, pittore e miniatore francese (n. 1699)
- 12 febbraio - Quinault-Dufresne, attore teatrale francese (n. 1693)
- 15 febbraio - Michail Illarionovič Voroncov, politico russo (n. 1714)
- 19 febbraio - François Boissier de Sauvages de Lacroix, medico e botanico francese (n. 1706)
- 22 febbraio - Christopher Maire, teologo e gesuita britannico (n. 1697)
- 22 febbraio - Giacomo Zoboli, pittore italiano (n. 1681)

### Marzo
- 2 marzo - Giambattista Suardi, matematico italiano (n. 1711)
- 7 marzo - Jean-Baptiste Le Moyne de Bienville, funzionario, esploratore e navigatore francese (n. 1680)
- 13 marzo - Maria Giuseppina di Sassonia, principessa tedesca (n. 1731)
- 16 marzo - John Shackleton, pittore inglese
- 20 marzo - Firmin Abauzit, scrittore e teologo francese (n. 1679)
- 22 marzo - Francis Russell, marchese di Tavistock, politico britannico (n. 1739)
- 22 marzo - Johann Peter Süssmilch, matematico e statistico tedesco (n. 1707)
- 24 marzo - Antonio Andrea Galli, cardinale italiano (n. 1697)

### Aprile
- 3 aprile - Elisabetta Sofia Maria di Schleswig-Holstein-Sonderburg-Norburg, principessa tedesca (n. 1683)
- 5 aprile - Carlotta Guglielmina di Sassonia-Coburgo-Saalfeld, principessa (n. 1685)
- 10 aprile - Johann Elias Ridinger, incisore, pittore e editore tedesco (n. 1698)

### Maggio
- 6 maggio - José Manso de Velasco, militare e politico spagnolo (n. 1688)
- 8 maggio - Giovanni Augusto di Sassonia-Gotha-Altenburg, militare tedesco (n. 1704)
- 21 maggio - Franz Anton Ermeltraut, pittore tedesco (n. 1717)
- 25 maggio - Niccolò Oddi, cardinale e arcivescovo cattolico italiano (n. 1715)
- 26 maggio - Gennaro Maria Albertini, religioso e vescovo cattolico italiano (n. 1715)
- 28 maggio - Maria Giuseppa di Baviera (n. 1739)

### Giugno
- 2 giugno - Mademoiselle Gaussin, attrice teatrale francese (n. 1711)
- 11 giugno - Leonard Schenck, incisore, disegnatore e editore olandese (n. 1696)
- 12 giugno - Florida Cevoli, religiosa italiana (n. 1685)
- 12 giugno - Jean Armand de Lestocq, politico e medico russo (n. 1692)
- 20 giugno - Władysław Aleksander Łubieński, arcivescovo cattolico polacco (n. 1703)
- 22 giugno - Giuseppe Zocchi, pittore, incisore e disegnatore italiano (n. 1716)
- 25 giugno - Gottfried Sellius, giurista, naturalista e traduttore tedesco
- 25 giugno - Georg Philipp Telemann, compositore e organista tedesco (n. 1681)

### Luglio
- 1º luglio - Giuseppe Gallarati, vescovo cattolico italiano (n. 1698)
- 5 luglio - Frans Boudewijns, pittore e disegnatore fiammingo (n. 1682)
- 10 luglio - Giovanni Federico di Schwarzburg-Rudolstadt, principe tedesco (n. 1721)
- 10 luglio - Alexander Monro, medico britannico (n. 1697)
- 26 luglio - Henrietta Hobart, nobile britannica (n. 1689)
- 28 luglio - William Kerr, III marchese di Lothian, nobile scozzese (n. 1690)

### Agosto
- 8 agosto - Giuseppe Coppola, vescovo cattolico italiano (n. 1698)
- 15 agosto - Federico Michele di Zweibrücken-Birkenfeld, nobile e generale tedesco (n. 1724)
- 17 agosto - Gaspare Diziani, pittore italiano (n. 1689)
- 22 agosto - Maria Luisa di Savoia, principessa (n. 1729)
- 28 agosto - Giacomo Ceruti, pittore italiano (n. 1698)
- 28 agosto - Johann Schobert, clavicembalista e compositore tedesco
- 30 agosto - Aleksandr Borisovič Buturlin, nobile e ufficiale russo (n. 1694)

### Settembre
- 1º settembre - Jules-Robert de Cotte, architetto francese (n. 1683)
- 4 settembre - Charles Townshend, politico britannico (n. 1725)
- 5 settembre - Fabio Canal, pittore italiano (n. 1701)
- 7 settembre - Louis III de Mailly-Nesle, militare e nobile francese (n. 1689)
- 10 settembre - Giovanni Cadioli, pittore e architetto italiano
- 15 settembre - Gian Giuseppe Ballanti, anatomista e medico italiano (n. 1733)
- 17 settembre - Edoardo Augusto di Hannover, principe inglese (n. 1739)
- 25 settembre - Nicolò Maria Antonelli, cardinale e orientalista italiano (n. 1698)
- 26 settembre - Pietro Antonio Magatti, pittore italiano (n. 1691)
- 28 settembre - Federico Carlo di Stolberg-Gedern, politico tedesco (n. 1693)

### Ottobre
- 15 ottobre - Maria Giuseppina d'Asburgo-Lorena, nobile austriaca (n. 1751)
- 16 ottobre - Burkhard Christoph von Münnich, generale russo (n. 1683)
- 16 ottobre - Nikita Jur'evič Trubeckoj, ufficiale e politico russo (n. 1699)
- 20 ottobre - Antoine Bandieri de Laval, ballerino e coreografo francese (n. 1688)
- 22 ottobre - Luisa Dorotea di Sassonia-Meiningen, duchessa (n. 1710)
- 31 ottobre - Gennaro I Carafa Cantelmo Stuart, VII principe di Roccella, nobile e alchimista italiano (n. 1715)
- 31 ottobre - Petrus Johannes Meindaerts, arcivescovo vetero-cattolico olandese (n. 1684)

### Novembre
- 11 novembre - Clemente Ruta, pittore italiano (n. 1685)
- 15 novembre - Giuseppe Maria Feroni, cardinale e arcivescovo cattolico italiano (n. 1693)
- 16 novembre - Giovanni Battista Pittoni, pittore italiano (n. 1687)

### Dicembre
- 4 dicembre - Arcangelo Leanti, storico e letterato italiano (n. 1701)
- 6 dicembre - Benedetto Alfieri, architetto e politico italiano (n. 1699)
- 9 dicembre - Johann Jacob Haid, incisore tedesco (n. 1704)
- 10 dicembre - John Leslie, X conte di Rothes, ufficiale scozzese (n. 1698)
- 14 dicembre - Niccolò Serra, cardinale e arcivescovo cattolico italiano (n. 1708)
- 19 dicembre - Pierre Carpentier, filologo e presbitero francese (n. 1697)
- 22 dicembre - John Newbery, scrittore e editore britannico (n. 1713)
- 26 dicembre - Lorenzo Antonio Canuti, anatomista e medico italiano (n. 1727)
- 28 dicembre - Benedetto Latilla, abate, arcivescovo cattolico e teologo italiano (n. 1710)
- 28 dicembre - Emmeric de Vattel, giurista, diplomatico e filosofo svizzero (n. 1714)
- 30 dicembre - Antonio Tolomeo Gallio Trivulzio, nobile e filantropo italiano (n. 1692)
- 31 dicembre - Anton Maria Zanetti, incisore, critico d'arte e mercante d'arte italiano (n. 1680)

### Senza giorno specificato
- Giovanni Battista Angelini, storico italiano (n. 1690)
- Emanuel Bowen, cartografo, editore e incisore gallese (n. 1714)
- Carlo Antonio Broggia, economista e mercante italiano (n. 1698)
- Gaetano Casali, attore teatrale e drammaturgo italiano
- Lorenzo Cassani, architetto italiano (n. 1687)
- Giovanni Gualberto De Soria, filosofo italiano (n. 1707)
- Matthew Dubourg, violinista e compositore irlandese (n. 1707)
- Ekathat, sovrano siamese
- Francesco Golinetti, attore teatrale italiano (n. 1710)
- Louis Homet, cantore e compositore francese (n. 1691)
- Giuseppe Merenda, architetto italiano (n. 1687)
- Giovan Battista Minucci, religioso e vescovo cattolico italiano (n. 1680)
- Giuseppe Montucci, ingegnere e cartografo italiano (n. 1714)
- Giuseppe Francesco Morozzo della Rocca, nobile italiano (n. 1704)
- Iacopo Angelo Nelli, commediografo italiano (n. 1673)
- Ong Long, sovrano laotiano
- Kostandin Shpataraku, pittore albanese (n. 1736)
- Thomas Smith, pittore inglese
- Paolo Antonio Testore, liutaio italiano (n. 1690)
- Giovanni Vista, letterato e religioso italiano (n. 1715)

## Calendario
| Calendario 1767 | Calendario 1767 | Calendario 1767 | Calendario 1767 | Calendario 1767 | Calendario 1767 | Calendario 1767 | Calendario 1767 | Calendario 1767 | Calendario 1767 | Calendario 1767 | Calendario 1767 | Calendario 1767 | Calendario 1767 | Calendario 1767 | Calendario 1767 | Calendario 1767 | Calendario 1767 | Calendario 1767 | Calendario 1767 | Calendario 1767 | Calendario 1767 | Calendario 1767 | Calendario 1767 | Calendario 1767 | Calendario 1767 | Calendario 1767 | Calendario 1767 | Calendario 1767 | Calendario 1767 | Calendario 1767 | Calendario 1767 | Calendario 1767 |
| --------------- | --------------- | --------------- | --------------- | --------------- | --------------- | --------------- | --------------- | --------------- | --------------- | --------------- | --------------- | --------------- | --------------- | --------------- | --------------- | --------------- | --------------- | --------------- | --------------- | --------------- | --------------- | --------------- | --------------- | --------------- | --------------- | --------------- | --------------- | --------------- | --------------- | --------------- | --------------- | --------------- |
|                 | 1               | 2               | 3               | 4               | 5               | 6               | 7               | 8               | 9               | 10              | 11              | 12              | 13              | 14              | 15              | 16              | 17              | 18              | 19              | 20              | 21              | 22              | 23              | 24              | 25              | 26              | 27              | 28              | 29              | 30              | 31              |                 |
| Gennaio         | Gi              | Ve              | Sa              | Do              | Lu              | Ma              | Me              | Gi              | Ve              | Sa              | Do              | Lu              | Ma              | Me              | Gi              | Ve              | Sa              | Do              | Lu              | Ma              | Me              | Gi              | Ve              | Sa              | Do              | Lu              | Ma              | Me              | Gi              | Ve              | Sa              |                 |
| Febbraio        | Do              | Lu              | Ma              | Me              | Gi              | Ve              | Sa              | Do              | Lu              | Ma              | Me              | Gi              | Ve              | Sa              | Do              | Lu              | Ma              | Me              | Gi              | Ve              | Sa              | Do              | Lu              | Ma              | Me              | Gi              | Ve              | Sa              |                 |                 |                 |                 |
| Marzo           | Do              | Lu              | Ma              | Me              | Gi              | Ve              | Sa              | Do              | Lu              | Ma              | Me              | Gi              | Ve              | Sa              | Do              | Lu              | Ma              | Me              | Gi              | Ve              | Sa              | Do              | Lu              | Ma              | Me              | Gi              | Ve              | Sa              | Do              | Lu              | Ma              |                 |
| Aprile          | Me              | Gi              | Ve              | Sa              | Do              | Lu              | Ma              | Me              | Gi              | Ve              | Sa              | Do              | Lu              | Ma              | Me              | Gi              | Ve              | Sa              | Do              | Lu              | Ma              | Me              | Gi              | Ve              | Sa              | Do              | Lu              | Ma              | Me              | Gi              |                 |                 |
| Maggio          | Ve              | Sa              | Do              | Lu              | Ma              | Me              | Gi              | Ve              | Sa              | Do              | Lu              | Ma              | Me              | Gi              | Ve              | Sa              | Do              | Lu              | Ma              | Me              | Gi              | Ve              | Sa              | Do              | Lu              | Ma              | Me              | Gi              | Ve              | Sa              | Do              |                 |
| Giugno          | Lu              | Ma              | Me              | Gi              | Ve              | Sa              | Do              | Lu              | Ma              | Me              | Gi              | Ve              | Sa              | Do              | Lu              | Ma              | Me              | Gi              | Ve              | Sa              | Do              | Lu              | Ma              | Me              | Gi              | Ve              | Sa              | Do              | Lu              | Ma              |                 |                 |
| Luglio          | Me              | Gi              | Ve              | Sa              | Do              | Lu              | Ma              | Me              | Gi              | Ve              | Sa              | Do              | Lu              | Ma              | Me              | Gi              | Ve              | Sa              | Do              | Lu              | Ma              | Me              | Gi              | Ve              | Sa              | Do              | Lu              | Ma              | Me              | Gi              | Ve              |                 |
| Agosto          | Sa              | Do              | Lu              | Ma              | Me              | Gi              | Ve              | Sa              | Do              | Lu              | Ma              | Me              | Gi              | Ve              | Sa              | Do              | Lu              | Ma              | Me              | Gi              | Ve              | Sa              | Do              | Lu              | Ma              | Me              | Gi              | Ve              | Sa              | Do              | Lu              |                 |
| Settembre       | Ma              | Me              | Gi              | Ve              | Sa              | Do              | Lu              | Ma              | Me              | Gi              | Ve              | Sa              | Do              | Lu              | Ma              | Me              | Gi              | Ve              | Sa              | Do              | Lu              | Ma              | Me              | Gi              | Ve              | Sa              | Do              | Lu              | Ma              | Me              |                 |                 |
| Ottobre         | Gi              | Ve              | Sa              | Do              | Lu              | Ma              | Me              | Gi              | Ve              | Sa              | Do              | Lu              | Ma              | Me              | Gi              | Ve              | Sa              | Do              | Lu              | Ma              | Me              | Gi              | Ve              | Sa              | Do              | Lu              | Ma              | Me              | Gi              | Ve              | Sa              |                 |
| Novembre        | Do              | Lu              | Ma              | Me              | Gi              | Ve              | Sa              | Do              | Lu              | Ma              | Me              | Gi              | Ve              | Sa              | Do              | Lu              | Ma              | Me              | Gi              | Ve              | Sa              | Do              | Lu              | Ma              | Me              | Gi              | Ve              | Sa              | Do              | Lu              |                 |                 |
| Dicembre        | Ma              | Me              | Gi              | Ve              | Sa              | Do              | Lu              | Ma              | Me              | Gi              | Ve              | Sa              | Do              | Lu              | Ma              | Me              | Gi              | Ve              | Sa              | Do              | Lu              | Ma              | Me              | Gi              | Ve              | Sa              | Do              | Lu              | Ma              | Me              | Gi              |                 |